# Marino Caracciolo
Marino Ascanio Caracciolo (Nápoles, 1468 - Milán, 28 de enero de 1538) fue un cardenal italiano y hombre de estado al servicio del emperador Carlos V.
Seguidor del cardenal Ascanio Sforza, tras la muerte de éste fue embajador de Milán en Roma en 1513, orador del duque Maximiliano Sforza en el V Concilio de Letrán de 1515, y nuncio de León X en Austria en 1517; en 1520 entró al servicio del emperador Carlos V.
Fue elegido obispo de Catania en 1524, aunque ese mismo año renunció en favor de su hermano Scipione Caracciolo, a cuya muerte volvió a ocupar la diócesis entre 1529; al año siguiente volvió a renunciar en favor de su sobrino Ludovico Caracciolo. En 1535 fue proclamado cardenal por el papa Paulo III.
En agosto de 1536 fue nombrado gobernador del ducado de Milán, cargo que desempeñó hasta su muerte.  Fue enterrado en la catedral de Milán.
| Predecesor: Antonio de Leyva | Gobernador del estado de Milán 1536 – 1538 | Sucesor: Alfonso de Ávalos |